# Norberto Téllez
Norberto Téllez, född den 22 januari 1972, är en kubansk före detta friidrottare som tävlade i medeldistanslöpning.
Téllez genombrott kom när han blev trea vid junior-VM på 800 meter 1990. Vid Olympiska sommarspelen 1992 ingick han i det kubanska stafettlaget på 4 x 400 meter som slutade på andra plats. 
Vid Olympiska sommarspelen 1996 noterade han sitt personliga rekord på 1.42,85 när han slutade fyra i finalen på 800 meter. Vid VM året efter blev han silvermedaljör, denna gång efter att ha sprungit på 1.44,00.
Ytterligare en fjärde plats blev det vid VM 1999 denna gång efter att noterat tiden 1.45,03.

## Personliga rekord
- 200 meter - 21,10 (1994)
- 400 meter - 45,27 (1994)
- 800 meter - 1.42,85 (1996)